# Opération Serenata de Amor
 (mars 2018).
L'Opération Serenata de Amor est un projet d'intelligence artificielle visant à analyser les dépenses publiques au Brésil.
Le projet est financé par une campagne récurrente de financement. Les analyses ont commencé avec des données du Congrès national du Brésil et ont ensuite été étendues à d'autres types de budget et à d'autres instances gouvernementales, telles que le Sénat. Le projet est construit en collaboration sur GitHub et avec l'utilisation d'un groupe public de plus de 600 participants sur Telegram Messenger.

## Modules
Au cours du développement du projet, de nouveaux modules ont été ajoutés au dépôt principal :
- Le dépôt principal, serenata-de-amor[1], sert de point de départ pour le travail d'investigation.
- Rosie[2] est le robot programmé pour identifier les dépenses de fonds publics avec des anomalies, en commençant par CEAP (Quota pour l'exercice de l'activité parlementaire); il analyse chaque remboursements demandés par les députés et les sénateurs, en indiquant les raisons qui le portent à croire qu'ils sont suspects.
- De Rosie est né whistleblower[3], qui tweete sous le nom de @RosieDaSerenata, en distribuant les résultats trouvés sur les réseaux sociaux.
- Jarbas[4] (dépôt Github[5]) est un outil de visualisation de données qui présente une liste complète des remboursements mis à disposition par la Chambre des Députés et minée par Rosie.
- Toolbox[6] est un paquet installable Python pour soutenir le développement de Serenata de Amor et Rosie.

## Historique
L'opération Serenata de Amor est un projet d'intelligence artificielle pour l'analyse des dépenses publiques. Il a été conçu en mars 2016 par le chercheur de données Irio Musskopf, le sociologue Eduardo Cuducos et l'entrepreneur Felipe Cabral. Le projet a été financé collectivement sur la plate-forme Catarse, où il a atteint 131 % de l'objectif de collecte payant 3 mois de développement de projet,,,,. Ana Schwendler, aussi une scientifique de données ; Pedro Vilanova Tonny, journaliste de données; Bruno Pazzim, ingénieur logiciel; Filipe Linhares, un ingénieur frontend, Leandro Devegili, un entrepreneur et André Pinho ont fait les premiers pas vers la construction de la plate-forme, comme la collecte et la structuration des premiers jeux de données.
Jessica Temporal, spécialiste des données et Yasodara Córdova Yaso, chercheur ; Tatiana Balachova Russa, concepteur d'UX ; rejoint le projet après le financement a eu lieu.
Les membres ont créé une campagne de financement récurrente, en élargissant l'analyse des dépenses publiques au Sénat fédéral. Les donateurs font des paiements mensuels allant de 5 BRL à 200 BRL pour maintenir les activités de groupe. Le montant mensuel collecté est d'environ 10 000 BRL.

## Résultats
En janvier 2017, concluant la période financée par la campagne initiale, le groupe a mené une enquête sur les soupçons trouvés par le système d'intelligence artificielle. 629 plaintes ont été déposées auprès du Bureau du Médiateur de la Chambre des Députés, portant sur les dépenses de 216 députés fédéraux. En outre, la page du projet Facebook compte plus de 25 000 abonnés, et les utilisateurs citent souvent l'opération comme une référence en matière de transparence dans le gouvernement brésilien. Un des exemples de résultats obtenus par l'opération est le cas du député qui a dû rapporter environ 700 BRL à la Chambre  après que ses dépenses aient été analysées par la plateforme.
La plate-forme a pu analyser plus de 3 millions de notes , soulevant environ 8 000 cas suspects dans les dépenses publiques. La communauté qui soutient le travail de l'équipe bénéficie de dépôts open source, avec des licences ouvertent pour la collaboration. Tant et si bien que les deux principaux scientifiques de données  du projet l'ont présenté dans CivicTechFest à Taipei, recevant plusieurs mentions dans la presse internationale. Le responsable technique a présenté le projet en Pologne lors de DevConf2017 à Cracovie. Il a également été présenté dans Google News Lab en 2017, et au MIT Media Lab / Klein Berkman Center, dans le cadre de l'Initiative pour l'éthique dans l'intelligence artificielle, une collaboration des deux institutions.
Le projet a également été présenté à un séminaire de déjeuner à la Kennedy School de Harvard, où ont été discutés la transparence de la plate-forme ses principales solutions pour que le code et les données soient toujours disponibles pour vérifier leur adéquation.
Cette infographie fournit des informations sur les premiers résultats de l'opération Serenata de Amor, un projet qui analyse les données ouvertes sur les dépenses publiques pour trouver des anomalies.
Le projet a été présenté au Conseil de Surveillance et le contrôle de la Chambre des représentants en août 2017, et a suscité l'intérêt des employés de la Chambre qui travaillent avec des données ouvertes.
L'opération a été une source d'inspiration pour d'autres projets civiques qui visent à travailler avec des objectifs similaires. Plusieurs participations des membres de l'équipe à des événements à travers le Brésil et à l'étranger se trouvent sur Internet, telles que la présentation OpenDataDay au Hackerspace de Calango, l'événement USP Talks, ou encore « Hackfest contre la corruption » à João Pessoa, cette dernière ayant aussi été mise en évidence dans la presse nationale.